# Nullo (radio)

Diagramma polare di un'antenna Yagi-Uda che mostra il diagramma di lobi e nulli alternati.

In radiotecnica, un nullo è una direzione nel diagramma di radiazione di un'antenna in cui l'antenna non irradia quasi nessuna onda radio, per cui la potenza del segnale di campo lontano presenta un minimo locale. I nulli si verificano perché parti diverse di un'antenna irradiano onde radio con fase diversa. Nelle direzioni in cui l'antenna irradia onde radio di uguale ampiezza con fase opposta, le onde radio si annullano, con conseguente irradiazione di poca potenza radio o potenza radio nulla in tali direzioni. Nelle altre direzioni le onde radio irradiate da parti diverse dell'antenna sono in fase e si rinforzano, il che comporta un massimo di potenza del segnale nel diagramma di radiazione, detto lobo.
Nelle antenne trasmittenti progettate per fornire un'ampia copertura i nulli possono essere un problema, impedendo la ricezione in una data area. 

## Utilizzo dei nulli delle antenne
I nulli possono anche essere usati in modo vantaggioso. Con un ricevitore radio, l'antenna del ricevitore può essere regolata in modo che la direzione della sorgente di interferenza si trovi in corrispondenza di un nullo dell'antenna, per ridurre al minimo la ricezione dell'interferenza.
I nulli sono stati anche utilizzati intenzionalmente per impedire a un'antenna di trasmettere in una determinata area. Per esempio, CIII-DT-22, un ripetitore della stazione CIII-DT della rete televisiva Global con sede a Toronto, situato a Wheatley, ha un nullo verso Windsor per proteggere i diritti di trasmissione delle stazioni statunitensi nell'area confinante di Detroit.
I ricevitori impiegati per la radiogoniometria utilizzano antenne speciali con nulli netti molto stretti per trovare la posizione dei trasmettitori. L'antenna viene ruotata fino a quando il segnale ricevuto è minimo; a quel punto, il nullo dell'antenna è puntato lungo la linea corrispondente alla direzione verso il trasmettitore.